# Helios (album)
Helios è il quarto album in studio del gruppo musicale statunitense The Fray, pubblicato il 25 febbraio 2014.
Dall'album sono stati estratti i singoli Love Don't Die, Hurricane e Break Your Plans.

## Tracce
1. Hold My Hand – 3:41
2. Love Don't Die – 3:03
3. Give It Away – 3:21
4. Closer to Me – 2:47
5. Hurricane – 3:48
6. Keep On Wanting – 4:41
7. Our Last Days – 3:39
8. Break Your Plans – 3:47
9. Wherever This Goes – 3:38
10. Shadow and a Dancer – 4:48
11. Same as You – 5:06

## Formazione
- Isaac Slade - voce, piano, tastiere, synth, xilofono
- Joe King - chitarre, basso, piano, tastiere, synth
- Ben Wysocki - batteria, percussioni
- Dave Welsh - chitarre, basso